# Bill Oliver (homme politique)
Bill Oliver est un homme politique canadien.
Il est président de l'Assemblée législative du Nouveau-Brunswick de 2020 à 2024.
Membre du Parti progressiste-conservateur, il représente la circonscription de Kings-Centre à l'Assemblée législative depuis l'élection provinciale de 2014. Il a été ministre des Transports et de l'Infrastructure de 2018 à 2020, dans le premier gouvernement de Blaine Higgs.